# Reto Sopranetti
Reto Sopranetti (* 21. April 1964) ist ein Schweizer Manager.

## Leben und Wirken
Mitte November 2021 wurde Sopranetti, als bisheriger Stellvertreter und Nachfolger von Anton Gäumann, vorerst interimsweise Geschäftsleiter der Genossenschaft Migros Aare. Per 1. April 2022 wurde er von der Verwaltung der Migros Aare definitiv in das Amt gewählt. Diese Wahl wurde durch die Verwaltung des Migros-Genossenschafts-Bundes (MGB) bestätigt.
Er ist verheiratet und Vater von zwei erwachsenen Söhnen.